# Koło południkowe

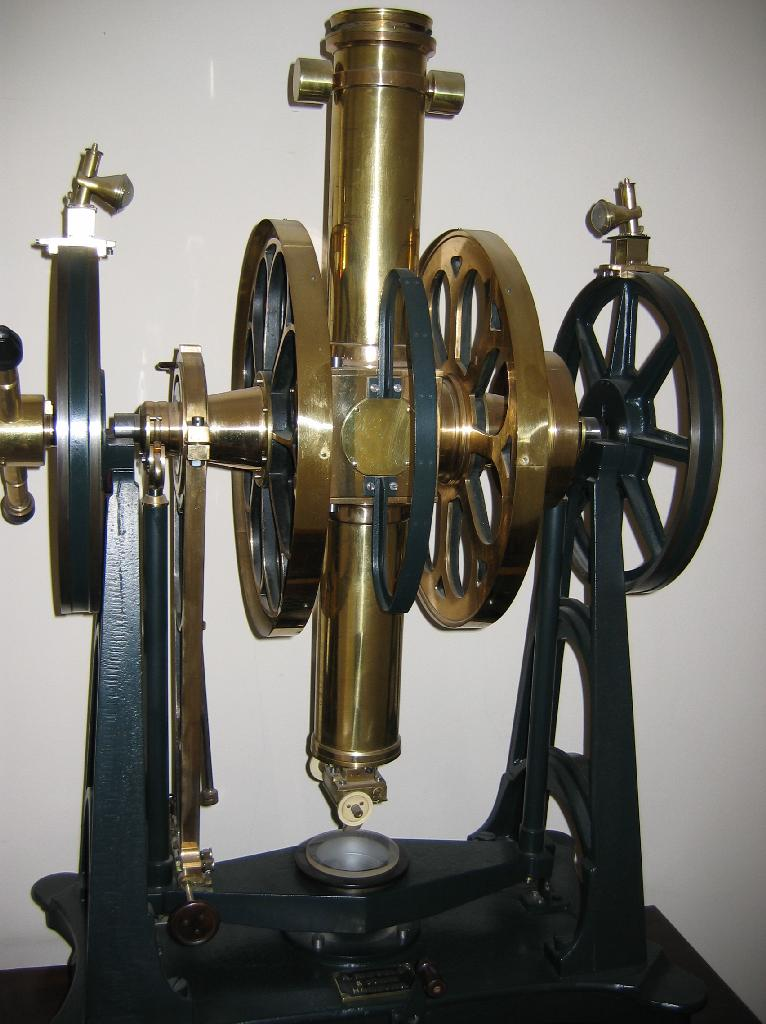
Koło południkowe Repsold z Obserwatorium Astronomicznego UAM w Poznaniu

Koło południkowe – astronomiczny instrument pomiarowy służący do wyznaczania rektascencji i deklinacji gwiazd, czasu gwiazdowego i słonecznego oraz do astronomicznego wyznaczania długości i szerokości geograficznej. Należy do grupy instrumentów południkowych.
Pierwowzory koła południkowego były znane już w starożytności (jedna z takich konstrukcji została opisana w Almageście Ptolemeusza), ale w postaci zbliżonej do współczesnej zostało wynalezione na przełomie XVII i XVIII wieku. Po wprowadzeniu pewnych modyfikacji konstrukcyjnych, było powszechnie wykorzystywane w XIX i XX wieku do opracowania katalogów pozycyjnych gwiazd. Koło południkowe jest rodzajem instrumentu przejściowego, wyposażonego dodatkowo w precyzyjne podziałki umożliwiające odczyt wysokości obiektu obserwowanego w chwili kulminacji.

## Inne instrumenty południkowe
- Instrument przejściowy (instrument przejściowy prosty i łamany)
- Koło wertykalne (koło wysokościowe, koło wierzchołkowe)